# Филип II фон Лайнинген-Вестербург
Филип II фон Лайнинген-Вестербург (на немски: Philipp II von Leiningen-Westerburg; * 5 януари 1591; † 9 февруари 1668) е граф на Лайнинген-Вестербург-Риксинген.

## Произход и наследство
Той е син на граф Йохан Лудвиг фон Лайнинген-Вестербург (1557 – 1622) и съпругата му Бернхардина фон Липе (1563 – 1622), дъщеря на господар Бернхард VIII фон Липе (1527 – 1563) и графиня Катарина фон Валдек-Айзенберг (1524 – 1583). По-големите му братя са Георг Филип (1579 – 1589) и Йохан Казимир (1587 – 1635). По-малкият му брат е Лудвиг Емих (1595 – 1635).
След смъртта на баща му през 1622 г. графство е поделено между братята. Най-големият Йохан Казимир продължава главната линия Лайнинген-Лайнинген, която измира през 1635 г. По-малкият, Филип II, получава частта около имперското графство Риксинген, където основава страничната линия Лайнинген-Риксинген. Най-малкият му брат Лудвиг Емих става граф на линията Вестербург-Лайнинген-Оберброн, която измира през 1665 г.
Филип II, граф на Лайнинген-Вестербург-Риксинген, умира на 9 февруари 1668 г. на 77 години. Погребан е в манастир Хьонинген (днес част от Алтлайнинген).

## Фамилия
Филип II се жени на 20 август 1618 г. за Агата Катарина Шенк цу Лимпург (* 30 юли 1595; † 30 януари 1664), дъщеря на Еберхард I Шенк фон Лимпург (1560 – 1622) и графиня Катарина фон Ханау-Лихтенберг (1568 – 1577). Те имат децата:
- Лудвиг Еберхард (1624 – 1688), граф на Лайнинген-Вестербург-Риксинген, женен на 6 или 16 януари 1650 г. в Алтлайнинген за графиня Шарлота фон Насау-Саарбрюкен и Саарверден (1619 – 1687), дъщеря на граф Вилхелм Лудвиг фон Насау-Саарбрюкен
- София Катарина